# Turbo Propulsion International
Turbo Propulsion International sigles TPI, va ser un grup internacional format en inici per al desenvolupament i la construcció del poderós Turbohèlix Europrop TP400, que equipa l'Airbus 400M.
Corria l'any 2000, i es van unir diverses companyies com Fiat Avio (Itàlia), ITP (en principi Espanya), SNECMA (SAFRAN) (França), MTU Aero Engines (Alemanya), pel desenvolupament del motor del futur avió de transport europeu. De fet, van presentar el projecte M-138, del que deriva el definitiu Europrop TP400, i la companyia va canviar de nom al denominar-se com Europrop International.